# Garça-moura
A garça-moura (Ardea cocoi) ou socó-grande é uma ave da ordem Pelecaniformes, família Ardeidae. 

## Etimologia
É conhecida também como maguari, socó-de-penacho, baguari (Pantanal), mauari (Amazônia), garça-parda (Rio Grande do Sul), garça-morena e joão-grande. O nome garça-moura foi selecionado como nome vernáculo técnico para a espécie Ardea cocoi pelo Comitê Brasileiro de Registros Ornitológicos (CBRO) em 2021.

## Características

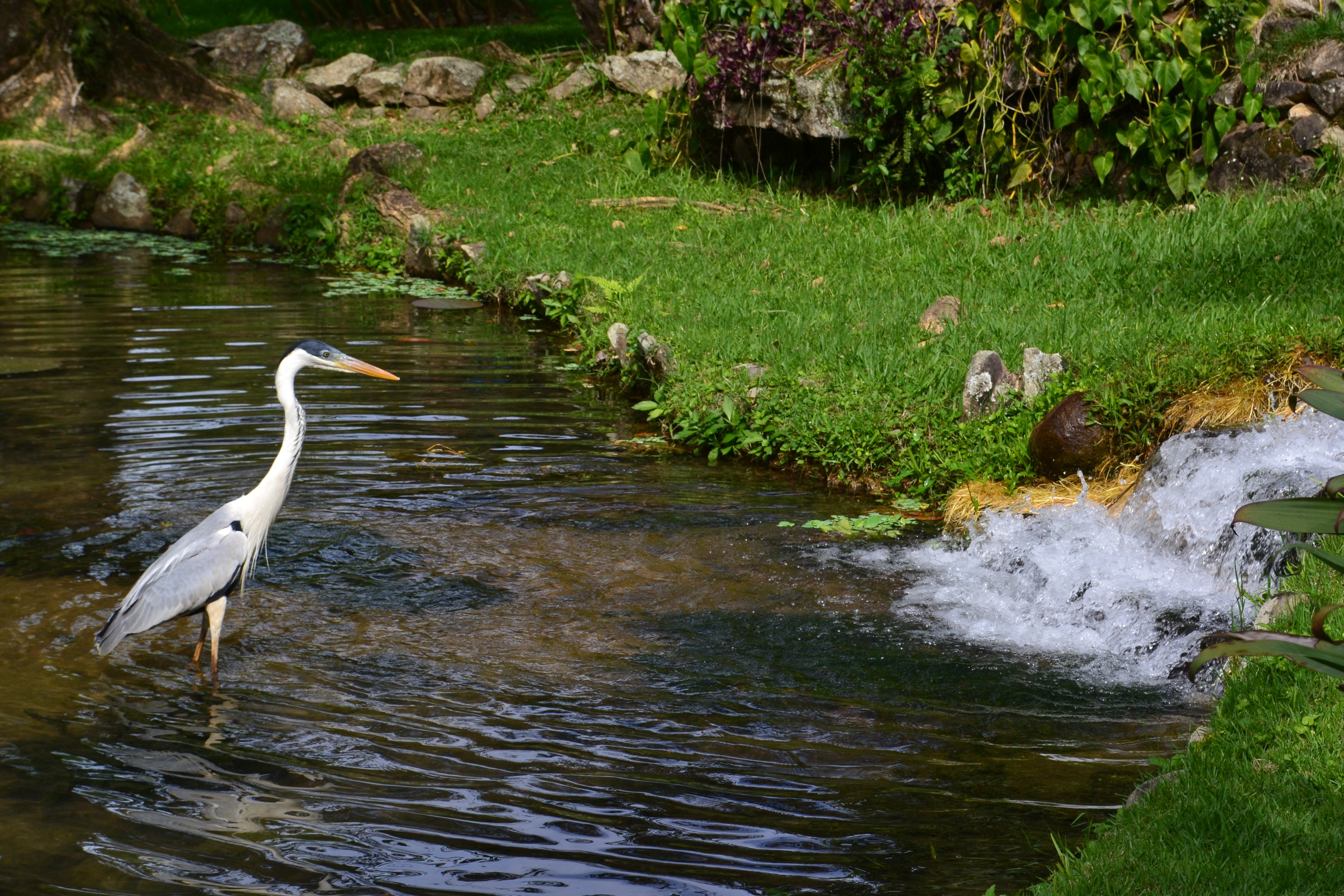
Garça Moura caçando no Lago Frei Leandro, conhecido como lago da vitória régia, Jardim Botânico do Rio de Janeiro.

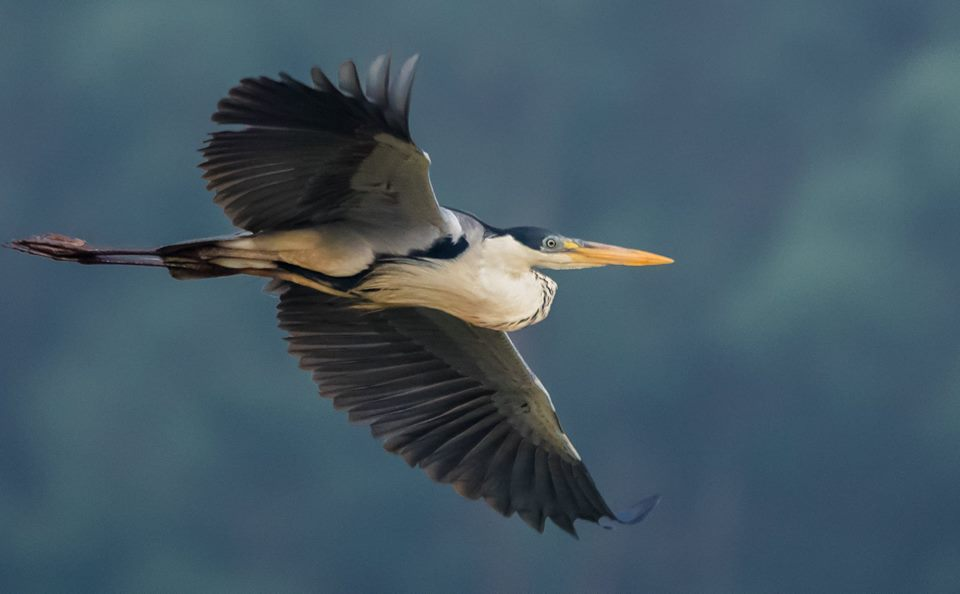
Garça moura em pleno voo, Santana de Parnaíba

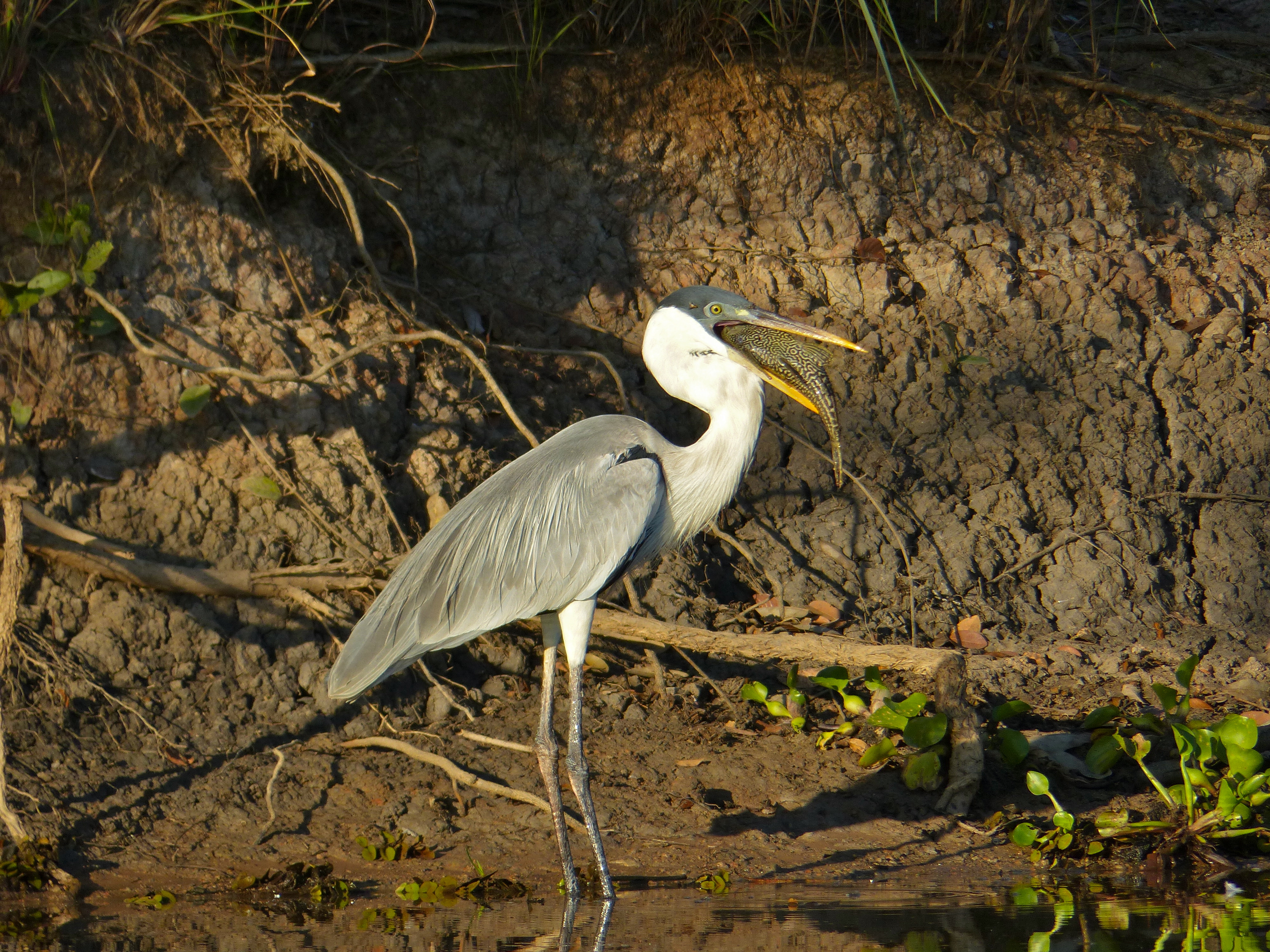
Garça moura engolindo um cascudo.

Com aproximadamente 125 cm e 1,80 m de envergadura é a maior garça do Brasil. Possui a face branca e preta, com o loro azul-claro. O resto do corpo é coberto por penas azuis-cinza e com manchas pretas na altura do flanco e do abdômen. Além disso, suas patas são pretas e seu bico é amarelo. A ave alimenta-se de peixes, rãs, pererecas, caranguejos, moluscos e pequenos répteis. Captura presas de lugares mais fundos, que outras garças não conseguem alcançar.

## Reprodução
Possui um longo período de nidificação que vai de janeiro a outubro. Nidifica em plataformas de galhos, em ninhais que geralmente ficam na parte superior e exterior das árvores mais altas, ao lado de outras aves aquáticas. Nascem de 3 a 4 filhotes que são chocados e cuidados pelo casal.

## Hábitos
Fica na beira de lagos de água doce, rios, estuários, manguezais e alagados. Geralmente solitário e desconfiado exceto no período reprodutivo.

## Distribuição
Está presente em todo o Brasil, mas também pode ser encontrado do Panamá ao Chile, Argentina e nas Ilhas Malvinas.